# Péninsule d'Urla
La péninsule d’Urla est une péninsule de la province d'İzmir, sur la côté ouest de la Turquie. Son nom provient de la ville d’Urla, qui est située à l'est, à l'entrée de la péninsule.

## Géographie

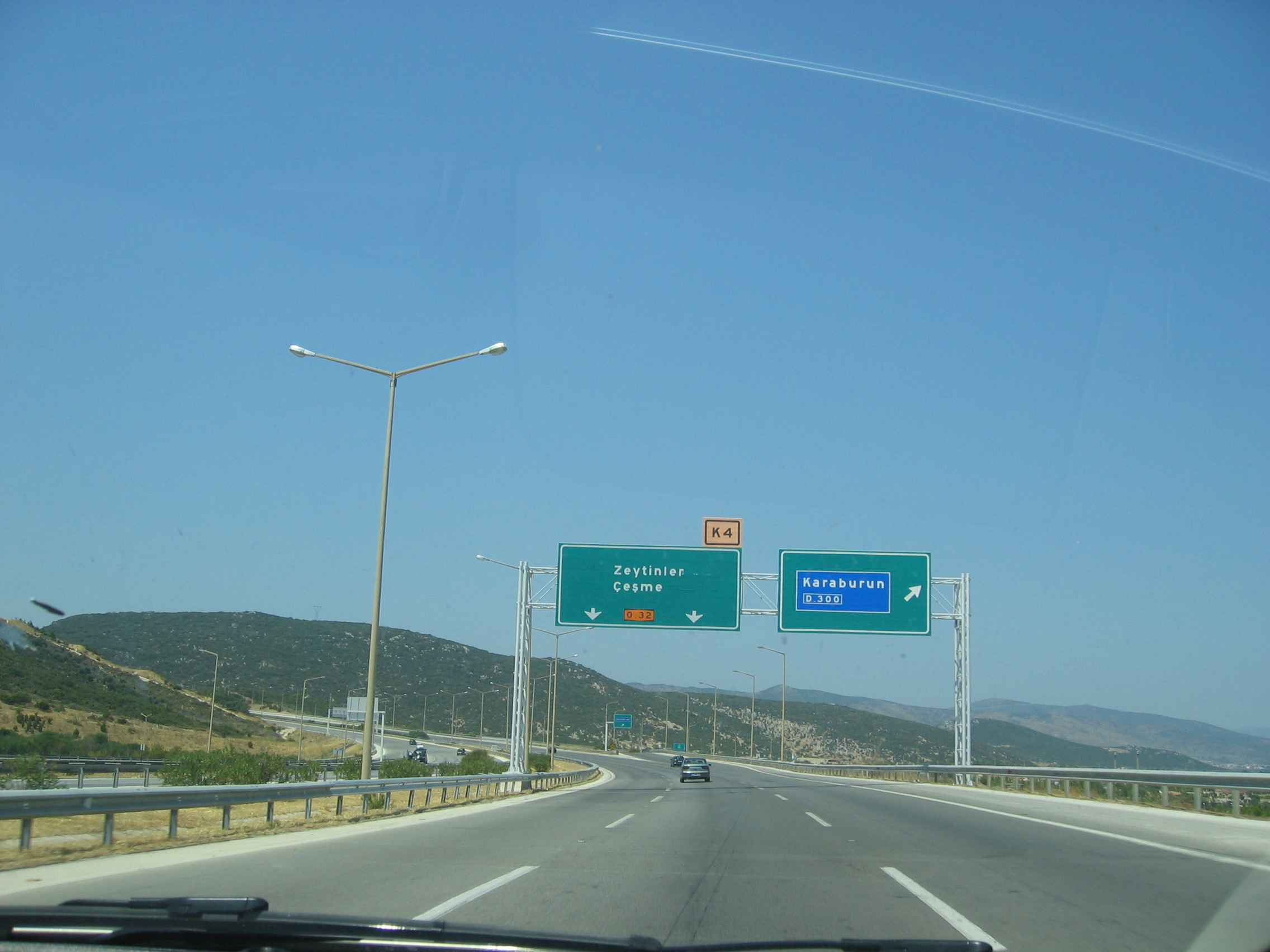
L'autoroute O-32. À droite, au fond, les paysages plus montagneux vers la presqu'île de Karaburun.

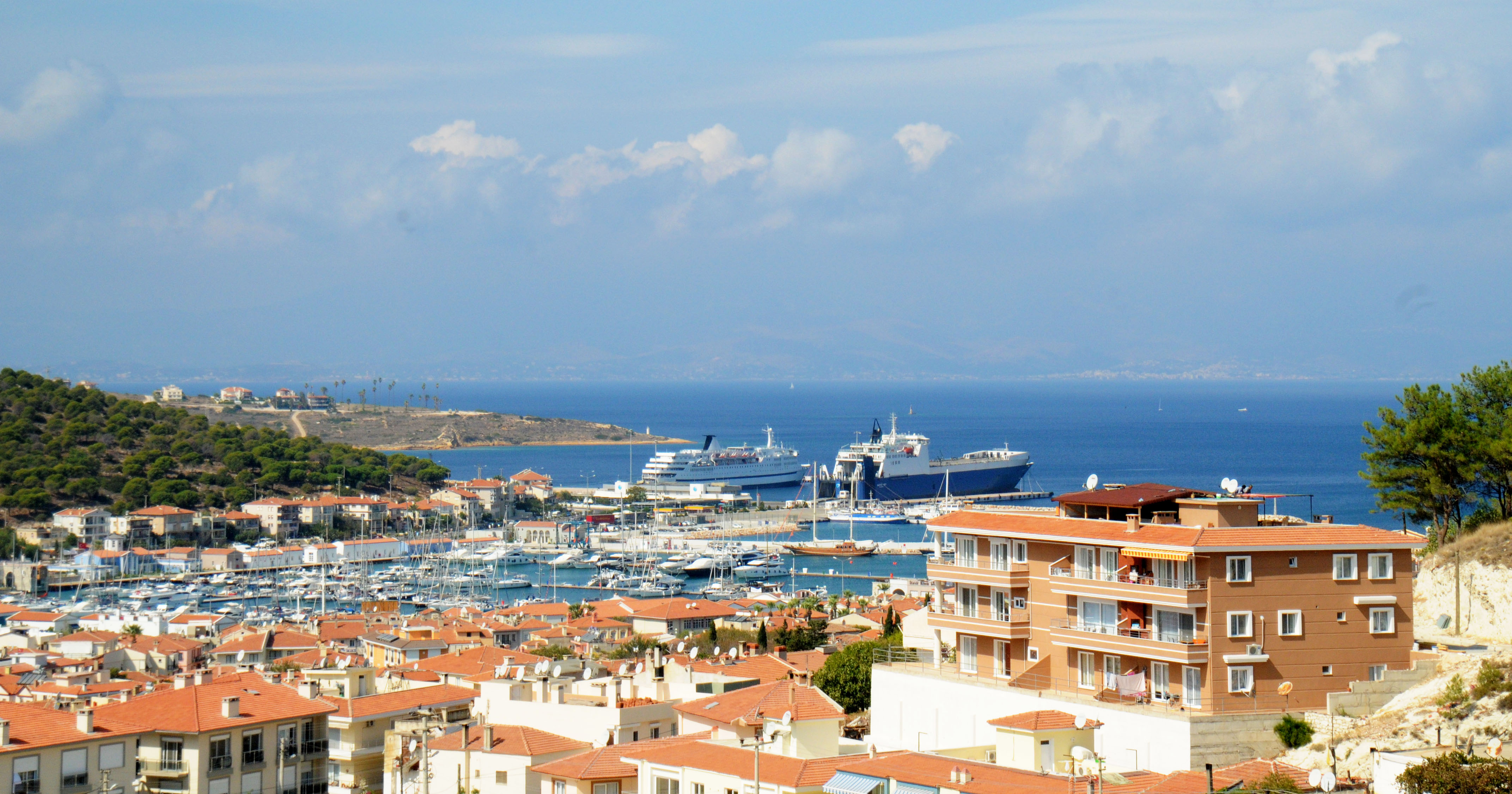
Le port de Çeşme. On aperçoit l'île de Chios, en face.

La péninsule s'avance dans la mer Égée en face de l'île grecque de Chios. Elle est bordée par le golfe d'İzmir au nord, le détroit de Chios à l'ouest et le golfe de Kuşadası au sud.
Deux presqu'îles terminent la péninsule : au nord, celle de Karaburun (qui signifie « cap Noir », en turc), où se trouve le point culminant de la péninsule d'Urla à l'Akdağ (1218 m) ; à l'ouest, la presqu'île de Çeşme.
La péninsule d'Urla a une superficie d'un peu plus de 3 050 km2, ce qui représente environ un quart de la province d'İzmir. Du point de vue administratif, elle correspond à trois districts de la province : Urla, Karaburun et Çeşme.
L'autoroute O-32, d'une longueur d'environ 70 km, relie İzmir à Çeşme en traversant les districts d'Urla et de Çeşme.

## Histoire
Dans l'Antiquité, plusieurs villes grecques étaient établies sur la péninsule : deux cités membres de la Confédération ionienne, Clazomènes, près d'Urla, et Érythrées, près d'Ildir ; Cyssos, sur le site de Çeşme, qui était peut-être le port d'Érythrées.
Le 6 juillet 1770 a lieu une importante bataille navale entre les flottes russe et ottomane dans le canal séparant l'île de Chios de la pointe de Çeşme ; elle se termine par une victoire écrasante de la flotte de Catherine II, qui donne à la Russie le contrôle de la mer Égée.
Les échanges de population prévus par le traité de Lausanne (1923) ont changé sensiblement la société et l'économie de la péninsule, où les Grecs étaient très nombreux.

## Économie
Les ressources principales sont le tourisme, l'agriculture et la pêche. Çeşme est un port important.
Le tourisme est tourné vers la mer, les stations thermales et la visite des monuments. Çeşme est une station balnéaire réputée (plages d'Altinkum, au sud, et d'Aya Yorgi, au nord) ; elle est particulièrement fréquentée par la bourgeoisie aisée d'İzmir. Alaçatı, à une dizaine de kilomètres à l'est de Çeşme, dont la baie est peu profonde, ouverte au nord et soumise l'été au puissant vent étésien (meltem), est internationalement connu des amateurs de planche à voile ; une épreuve du championnat du monde de planche à voile organisé par la Professional Windsurfers Association y a lieu tous les ans au mois d'août. On y pratique aussi le kitesurf.
Il y a des sources d'eau chaude à Çeşme ; les plus célèbres sont à Ilica (à 5 km à l'est de Çeşme). On peut y accéder par certains hôtels ou établissements spécialisés en hydrothérapie.
Les amateurs de visites peuvent s'intéresser aux sites archéologiques d'Érythrées et de Clazomènes, à la citadelle de Çeşme, datant du XVIe siècle, et au musée archéologique qu'elle abrite dans ses salles voûtées, ainsi qu'au charme de certains quartiers traditionnels, comme à Alaçatı, avec ses ruelles pavées.
Parmi les productions agricoles, on trouve les oliviers, la vigne (près d'Alaçatı), le tabac. Une spécialité locale autour de Çeşme (comme dans l'île grecque de Chios) est la résine (mastic) de l'arbre à mastic (pistacia lentiscus), utilisée depuis l'Antiquité pour ses vertus médicinales ; on l'emploie aujourd'hui en pâtisserie, en confiserie et pour la fabrication de glaces et de liqueurs.